# Дописка
„Дописката“ е кратък журналистически материал, в който се съобщава за актуално местно събитие.